# Slowakische Badmintonmeisterschaft 1981
Die Slowakische Badmintonmeisterschaft 1981 war die 15. offizielle Auflage der Titelkämpfe im Badminton in der Slowakei. Sie fand vom 28. Februar bis zum 1. März 1981 in Košice statt.

## Medaillengewinner
| Disziplin    | Gold                                 | Silber                          | Bronze                         |
| ------------ | ------------------------------------ | ------------------------------- | ------------------------------ |
| Herreneinzel | Juraj Lenárt                         | Ľubomír Budinský                | Dušan Mošon                    |
| Herreneinzel | Juraj Lenárt                         | Ľubomír Budinský                | Ľubomír Schmidtmayer           |
| Dameneinzel  | Lenka Koblihová                      | Svetlana Mydlíková              | Mária Filčíková                |
| Dameneinzel  | Lenka Koblihová                      | Svetlana Mydlíková              | Jana Šimková                   |
| Herrendoppel | Juraj Lenárt Dušan Mošon             | Jozef Žuffa Ľubomír Čechovský   | Jozef Rosina Marian Fecko      |
| Herrendoppel | Juraj Lenárt Dušan Mošon             | Jozef Žuffa Ľubomír Čechovský   | Ľubomír Budinský Juraj Dudovič |
| Damendoppel  | Katarína Auerová Svetlana Mydlíková  | Ľuba Saláková Lenka Koblihová   | Katarína Heldová Jana Šimková  |
| Damendoppel  | Katarína Auerová Svetlana Mydlíková  | Ľuba Saláková Lenka Koblihová   | Jana Kuricová Mária Filčíková  |
| Mixed        | Ľubomír Schmidtmayer Lenka Koblihová | Ľubomír Čechovský Ľuba Saláková | Dušan Mošon Katarína Auerová   |
| Mixed        | Ľubomír Schmidtmayer Lenka Koblihová | Ľubomír Čechovský Ľuba Saláková | Vladimír Mazúr Soňa Lacigová   |